# La Abeja Montañesa
La Abeja Montañesa fue un periódico regional español fundado en 1856 y que dejó de publicarse el 30 de abril de 1870, distribuido en la entonces provincia de Santander (hoy Cantabria).

## Historia
El periódico, que se autodefinía como de intereses morales y materiales, literario, agrícola y mercantil, fue fundado por Cástor Gutiérrez de la Torre en 1856.  El periódico ha pasado a la historia por ser donde José María de Pereda publicó por primera vez sus Escenas Montañesas, donde el escritor hablaba sobre las costumbres de la zona. Vinculado a posiciones conservadoras aunque con escasa carga política, comenzó a decaer tras la Revolución de 1868, para desaparecer definitivamente dos años después.
En sus páginas participaron autores como Federico Moja Bolívar, Gumersindo Laverde o José María de Pereda, quien publicaría –en ocasiones bajo el seudónimo de Paredes– una serie de artículos sobre las costumbres locales o sobre crítica teatral.